# Aeroportul El Nido
Aeroportul El Nido (IATA: ENI, ICAO: RPEN) este un aeroport din El Nido⁠(d), Palawan⁠(d), Mimaropa⁠(d), Filipine ce deservește zona El Nido⁠(d). A fost deschis în 1983 și numit după zona deservită.
Situat la o altitudine de 4 m, aeroportul dispune de o singură pistă. Este operat de AirSWIFT⁠(d).